# رپتش
رپتش (به چکی: Řepeč) یک منطقهٔ مسکونی در جمهوری چک است که در منطقه تابور واقع شده‌است. رپتش ۱۲٫۷۸ کیلومتر مربع مساحت و ۲۶۷ نفر جمعیت دارد و ۴۷۵ متر بالاتر از سطح دریا واقع شده‌است.